# Outer Sister Island
Outer Sister Island è un'isola che fa parte del Sisters Island Group, un sottogruppo delle isole Furneaux, che si trovano nello stretto di Bass in Tasmania (Australia). L'isola, che appartiene alla municipalità di Flinders, è compresa nella Sister Islands Conservation Area.
L'isola serve da pascolo per le pecore e vi si svolge l'annuale muttonbirding (la raccolta stagionale dei pulcini).

## Geografia
Outer Sister si trova a nord di Flinders Island, la maggiore delle Furneaux, assieme a Inner Sister Island, altra isola del Sisters Group.  L'isola, formata di granito e dolerite, ha una superficie di 5,45 km².

### Fauna
Tra le specie registrate sull'isola di uccelli marini e trampolieri c'è il pinguino minore blu, la berta codacorta, il gabbiano australiano, il gabbiano del Pacifico e la beccaccia di mare fuligginosa.
Tra i rettili si conta il Niveoscincus metallicus, l'Austrelaps superbus, l'Egernia whitii, la Drysdalia coronoides e il serpente tigre.
Sull'isola vive il pademelon della Tasmania e, oltre alle pecore, è stato introdotto il topo comune e il gatto selvatico.